# Xiphophorus montezumae
Xiphophorus montezumae és una espècie de peix de la família dels pecílids i de l'ordre dels ciprinodontiformes.

## Morfologia
Els mascles poden assolir els 5,5 cm de longitud total i les femelles els 6,5.

## Distribució geogràfica
Es troba a Amèrica: nord-est de Mèxic (Tamaulipas, nord de Veracruz i San Luis Potosí).